# 시리얼 디지털 비디오 아웃

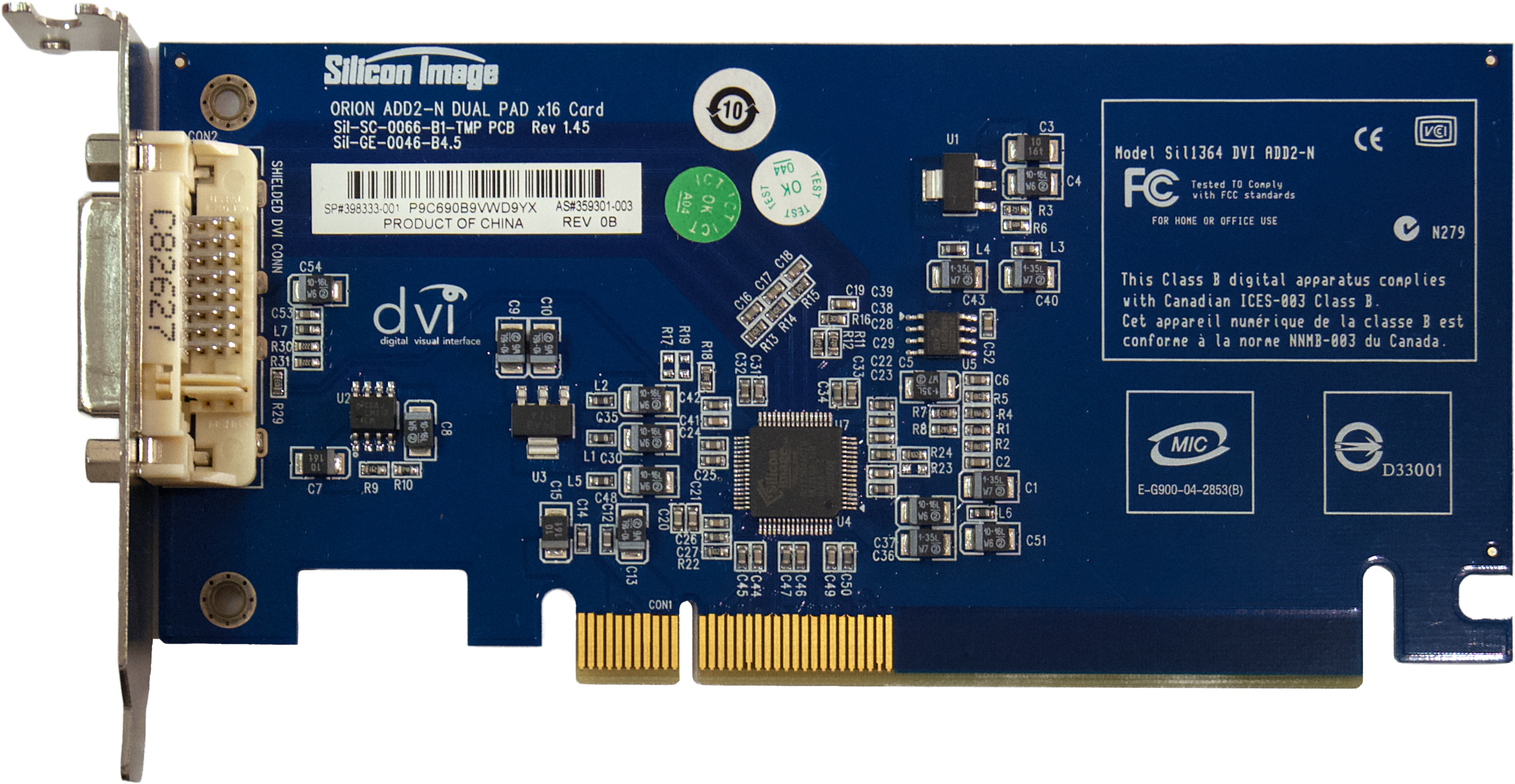
실리콘 이미지 Sil1364 DVI-D ADD2 PCIe 카드

시리얼 디지털 비디오 아웃(Serial Digital Video Out, SDVO)은 인텔의 독자적인 기술로, 9xx 시리즈 메인보드 칩셋과 함께 도입되었다.
SDVO는 16레인 PCI 익스프레스 슬롯을 사용하여 VGA 및 DVI 모니터 출력, SDTV 및 HDTV 텔레비전 출력, 또는 TV 튜너 입력을 통합된 인텔 9xx 시리즈 그래픽스 프로세서를 포함하는 시스템 보드에 추가할 수 있게 한다.
SDVO 어댑터 카드는 ADD2(고급 디지털 디스플레이 2세대) 또는 더 기능이 풍부한 MEC(미디어 확장 카드)로 다양하게 지정된다. MEC는 인텔 문서에서 때때로 ADD2+로 지정되기도 한다.
인텔은 SDVO를 때때로 시리얼 DVO라고 부르는데, 이는 SDVO와 호환되지 않는 DVO의 AGP 구현 및 구형 AGP 스타일 ADD 확장 카드와 같이 이전 세대 제품과 관련된 다른 형태의 디지털 비디오 출력과 구별하기 위함이다. 

## 독점적 지위
인텔의 PCI 익스프레스 인터페이스에 대한 비표준 확장은 2003년 12월 12일 출원된 특허 출원 "Mapping SDVO functions from PCI express interface"(미국 특허 출원 20050172037)의 대상이다.
인텔 특허 출원에 따르면, PCI 익스프레스 표준은 "PCI 익스프레스 커넥터를 사용하여 디지털 디스플레이 코덱을 활용하는 메커니즘"이 부족하다. 이러한 제한은 PCI 익스프레스가 상당한 패킷 인코딩 오버헤드와 함께 고정 주파수 인터페이스만을 정의하는 반면, "디지털 디스플레이는 가변 클럭 및 전송 속도를 가져야 하며 비디오 데이터 전송을 위한 오버헤드가 거의 필요하지 않기 때문"으로 설명된다.
이 특허는 SDVO 유형 확장 카드를 감지하고 SDVO 신호를 전달하기 위해 PCI 익스프레스 소켓의 핀 재매핑을 가능하게 하는 "존재 감지" 메커니즘과 관련된다.
2007년 1월 현재 인텔은 SDVO를 산업 표준으로 홍보하려는 의도를 공개적으로 문서화하지 않았다. 이는 SDVO가 통합 그래픽 프로세서(IGP)를 사용하는 모든 PCI 익스프레스 플랫폼에 잠재적으로 적용될 수 있음에도 불구하고, SDVO 어댑터 카드가 모든 시스템에서 호환되고 자유롭게 교환될 수 있다는 소비자 관점의 바람직함에도 불구하고 그러하다.
대신 인텔은 인텔 9xx 플랫폼에서 실행되는 광범위한 운영 체제 전반에 걸쳐 SDVO 드라이버 개발을 적극적으로 추진하고 있다. 특히 인텔은 9xx 시리즈 플랫폼에 구현된 모든 비디오 기술을 지원하는 완전히 오픈 소스 드라이버를 홍보하기 위해 intellinuxgraphics.org 웹사이트를 개설했다.
결과적으로 SDVO 카드는 인텔 전용 하드웨어 플랫폼의 좁은 범위와 호환되지만, 해당 플랫폼 내의 광범위한 소프트웨어 환경과 호환된다.

## 응용 프로그램
SDVO 인코더는 메인보드에 통합되거나 PCI 익스프레스 카드에 장착될 수 있어 저렴한 비용으로 비디오 커넥터를 추가하거나 교환할 수 있다. SDVO 어댑터 카드는 다음 목적으로 설계될 수 있다 (인텔 ADD2에서 그대로 인용):
- 듀얼 DVI: 듀얼 독립 DVI 디스플레이
- TV 아웃(컴포지트): 주 또는 보조 TV-out 디스플레이 (PAL 또는 NTSC 형식의 표준 화질)
- HDTV-Out: 주 또는 보조 HDTV 디스플레이
- VGA-Out: 두 번째 RGB 독립 디스플레이 구동
- DVI: 주 또는 보조 DVI 디스플레이
- LVDS: 통합 플랫 패널용 LVDS 인터페이스

## ADD 및 MEC 폼 팩터
SDVO 어댑터 카드는 ADD(고급 디지털 디스플레이) 또는 MEC(미디어 확장 카드) 또는 이에 상응하는 ADD2+로 지정된다.
구형 ADD 카드는 AGP 기반이었으며 표준 인터페이스를 제공하지 않아 드라이버 개발에 어려움이 있었다. 2세대 ADD2 카드는 PCI 익스프레스이며 표준 인터페이스를 사용한다. 그러나 ADD2 카드에는 ADD2-N(일반)과 ADD2-R(역)의 두 가지 유형이 있다. "일반 카드는 PCI-E 커넥터의 첫 번째 채널을 사용하는 반면, 역방향 카드는 마지막 채널을 사용한다." ADD2-N 카드는 915부터 965까지의 인텔 칩셋을 사용하는 리눅스에서 문제없이 작동하는 것으로 보고되었다.
다른 출처에서는 ADD2-N이 ATX 폼 팩터 시스템용인 반면 ADD2-R은 BTX 폼 팩터 시스템용이라고 주장한다. 그러나 일부 BTX 시스템은 ADD2-N을 필요로 하므로(예: HP dc5700) 시스템 설명서를 참조해야 한다.
리셀러 어드보케이트(RAM 매거진)에 따르면 미디어 확장 카드(MEC)는 "이전 ADD 및 ADD2 카드에서 파생된 '945G 플랫폼 애드온'으로 도입된, VGA, DVI, S-비디오, 컴포지트 또는 컴포넌트 출력을 위한 SDVO 실리콘 모듈과 x1 PCIe 아날로그 TV 튜너가 결합된 x16 PCIe 카드"이다.
945G용 응용 프로그램 노트는 SDVO 카드 인터페이스가 전체 x16 PCI-E 슬롯을 필요로 한다고 설명한다.

## SDVO를 지원하는 인텔 칩셋
인텔 문서는 SDVO가 인텔 그래픽스 미디어 가속기(GMA 900부터 3000 제품군)를 통합하는 칩셋 내에 존재한다고 문서화한다.

## GMA X3000
인텔 G965 시리즈 칩셋은 인텔 그래픽스 미디어 가속기 3000 제품군의 소비자 엔진인 GMA X3000 그래픽 컨트롤러를 구현한다. 인텔 데스크톱 보드 DG965RY 기술 제품 사양, 섹션 1.5.1.4 "고급 디지털 디스플레이(ADD2/ADD2+) 카드 지원"에서:

GMCH는 최대 200MHz 픽셀 클럭을 구동할 수 있는 두 개의 다중화된 SDVO 포트를 PCI 익스프레스 x16 커넥터로 라우팅한다. SDVO 포트는 듀얼 채널 구성으로 페어링되어 최대 400MHz 픽셀 클럭을 지원할 수 있다. ADD2/ADD2+ 카드가 감지되면 인텔 GMA X3000 그래픽 컨트롤러가 활성화되고 PCI 익스프레스 x16 커넥터는 SDVO 모드로 구성된다. SDVO 모드는 ADD2/ADD2+ 카드에서 SDVO 포트에 액세스할 수 있도록 한다. ADD2/ADD2+ 카드는 기본 VGA 디스플레이와 동시에 디스플레이를 지원하도록 구성하거나, 다른 색상 깊이와 해상도로 확장된 데스크톱 구성으로 듀얼 독립 디스플레이를 지원하도록 구성할 수 있다.

이 칩셋은 ADD2/MEC 설계가 TV 아웃, DVI 1.0용 TMDS, LVDS, 듀얼 채널 모드에서 작동하는 단일 장치, VGA 출력, HDTV 출력, HDMI/UDI 지원(HD 오디오 링크와 함께 사용 시)을 지원하도록 한다.

## 참고 문헌
- 인텔 임베디드 그래픽 드라이버 FAQ
- 인텔 데스크톱 보드 DG965RY 기술 제품 사양
- 인텔 ADD2 어댑터 카드
- 인텔 그래픽 드라이버 소개—지원되는 장치 문서화
- RAM, MEC 설명
- ADD2-N 및 ADD2-R 설명 by 리눅스 커널 개발자